# Pëtr Grigor'evič Bogatyrëv
Pëtr Grigor'evič Bogatyrëv (in russo Пё́тр Григо́рьевич Богатырё́в?) (Saratov, 28 gennaio 1893 – Mosca, 18 agosto 1971) è stato un etnografo, docente, studioso di folklore e semiologo russo.

## Biografia
Laureato nel 1918 all'Università di Mosca in filologia storica, con una tesi di dottorato sul teatro folclorico ceco vi è diventato professore ordinario dal 1940 (dopo aver insegnato anche all'Università di Bratislava). Si è occupato principalmente di poetica, arti magiche, rituali e credenze religiose applicate al folclore. Il suo nome è stato associato con lo strutturalismo e la semiotica, ha pubblicato lavori in collaborazione con Roman Jakobson (Il folklore come un particolare modo di creazione, 1929) ed è stato membro del Circolo linguistico di Mosca (Moskovskij lingvističeskij kružok) e del Circolo linguistico di Praga (Pražský lingvistický kroužek).
Dal 1921 al 1939 visse infatti in Cecoslovacchia, inizialmente come collaboratore della missione diplomatica sovietica. Tornato in Unione Sovietica diresse l'Istituto di Mosca di Etnografia. Caduto in disgrazia negli anni cinquanta tornò a insegnare nel 1964.

## Riferimenti letterari
Viktor Borisovič Šklovskij lo nomina nella decima lettera del suo romanzo epistolare Zoo o lettere non d'amore (1923).

## Opere
- Actes magiques rites et croyances en Russie subcarpathique (Paris, 1929)
- The Czech and Slovak Folk Theater (Prague, 1940)
- Slovak Epic Tales and Lyric-Epic Songs ("Zboinitskii Cycle", 1962)
- Voprosy teorii narodnogo iskusstva (Mosca, 1971)
- The functions of folk costume in Moravian Slovakia (The Hague, 1971)
- "Semiotica del teatro popolare", in Jurij M. Lotman e Boris A. Uspenskij (a cura di), Ricerche semiotiche, trad. di Clara Strada Janovič, Torino: Einaudi, 1973, pp. 5–25
- Il teatro delle marionette, a cura di Maria Di Salvo, prefazione di Roberto Leydi, Brescia: Grafo, 1980
- Semiotica della cultura popolare: feste, tradizioni, abbigliamento, teatro, marionette, grida degli ambulanti, insegne di commercianti e artigiani, canzoni popolari, a cura di Maria Solimini, Verona: Bertani, 1982
- Vampires in the Carpathians: Magical acts, rites, and beliefs in Subcarpathian Rus' (con Stephen Reynolds; Patricia Ann Krafcik e Bogdan Horbal) (New York, 1998)